# GMA Network
A GMA Network (közismert nevén GMA, a Global Media Arts rövidítése, hivatalos neve: GMA Network, Inc.) egy fülöp-szigeteki médiavállalat, amelynek székhelye a Quezon City állambeli Dilimanban található. 1950-ben alapította Robert La Rue Stewart.
A társaság számos rádió- és televízióállomást üzemeltet a Fülöp-szigeteken, köztük a GMA, a GTV, a Super Radyo DZBB 594 és a Barangay LS 97.1 állomásokat.

## Története
1950. június 14-én a céget Robert La Rue Stewart alapította Loreto F. de Hemedes, Inc. néven a DZBB, egy helyi rádióállomás elindításával Manila városában. 1957-ben a DZBB új és jelenlegi otthonába költözött EDSA-ba, Quezon Citybe. A társaság 1961. október 29-én, a 7-es csatorna első adásával vágott neki a televíziózásnak.
1974. május 28-án a társaságot átnevezték Republic Broadcasting System-re (RBS).
1996-ban a cég neve GMA Network, Inc. lett.
2002. október 27-én a hálózat Kapuso Network néven került bevezetésre.
2007-ben a céget a Fülöp-szigeteki tőzsdén jegyzik GMA7 jelzéssel. Azóta a GMA Network az ABS-CBN és a TV5 mellett az egyik vezető televíziós műsorszolgáltató lett a Fülöp-szigeteken.

## Csatornák

### Televízió

#### Jelenlegi
Belföldi:
- GMA
  - DZBB-TV (Manila)
  - DZEA-TV (Dagupan)
  - D-12-ZB-TV (Batangas)
  - DWAI-TV (Naga)
  - DYXX-TV (Iloilo)
  - DYGM-TV (Bacolod)
  - DYSS-TV (Cebu)
  - DXMJ-TV (Davao)
- GTV[4]
  - DWDB-TV (Manila)
- Heart of Asia[5]
- I Heart Movies[6][7][8]

Nemzetközi:
- GMA Pinoy TV[9][10]
- GMA Life TV[11]
- GMA News TV[12][13]

#### Korábbi
- Channel V Philippines (a STAR TV társtulajdonában)
- Citynet Television
- DepEd TV
- Fox Filipino (a The Walt Disney Company társtulajdonában)
- GMA News TV (Fülöp-szigetek)
- Hallypop (a Jungo TV-vel közösen)[14]
- Pinoy Hits[15]
- QTV/Q (a Zoe Broadcasting Network társtulajdonában)

### Rádió
- Barangay FM
  - DWLS 97.1 (Manila)
  - DWRA 92.7 (Baguio)
  - DWTL 93.5 (Dagupan)
  - DWWQ 89.3 (Tuguegarao)
  - DWQL 91.1 (Lucena)
  - DYHY 97.5 (Puerto Princesa)
  - DWCW 96.3 (Naga)
  - DYMK 93.5 (Iloilo)
  - DYEN 107.1 (Bacolod)
  - DYRT 99.5 (Cebu)
  - DXLX 100.7 (Cagayan de Oro)
  - DXRV 103.5 (Davao)
  - DXCJ 102.3 (General Santos)
- Super Radyo
  - DZBB 594 (Manila)
  - DZSD 1548 (Dagupan)
  - DYSP 909 (Puerto Princesa)
  - DYSI 1323 (Iloilo)
  - DYSB 1179 (Bacolod)
  - DYSS 999 (Cebu)
  - DXRC 1287 (Zamboanga)
  - DXGM 1125 (Davao)

## Internet
- GMANetwork.com
- GMA News Online
- GMA On Demand
- Kapuso Stream

## Leányvállalatai
- Alta Productions Group, Inc.
- Citynet Network Marketing and Productions, Inc.
- GMA International
- GMA Network Films, Inc. (GMA Pictures)
- GMA New Media, Inc.
  - Digify
  - GMA Affordabox
  - GMA Now
- GMA Worldwide, Inc.
- MediaMerge Corporation
- RGMA Marketing and Productions, Inc. 
  - GMA Music
  - GMA Playlist
- Scenarios, Inc.
- Script2010, Inc.

## Részlegek
- GMA Entertainment Group
- GMA Integrated News
- GMA Kapuso Foundation
- GMA Public Affairs
- GMA Radio
- GMA Regional TV
- GMA Sports
- Sparkle GMA Artist Center
- Synergy: A GMA Collaboration

## A GMA Network Magyarországon
A GMA Network összes műsorát és a GMA Pictures filmjét Magyarországon a GMA Pinoy TV, a GMA Life TV, a GMA News TV és a Kapuso Stream közvetíti. Ezek a csatornák a kábeles, műholdas és internetszolgáltatóknál érhetők el Európa-szerte.
2023. április 26-án az ABS-CBN és a GMA Network bejelentette, hogy a három nemzetközi csatorna május 1-től elérhető lesz az iWantTFC-n a Fülöp-szigeteken kívüli nézők számára (beleértve Magyarországot is).